# NGC 781
NGC 781 è una galassia a spirale situata nella costellazione dell'Ariete, a una distanza di circa 154 milioni di anni luce dalla nostra Via Lattea.

## Scoperta
La galassia è stata scoperta il 16 ottobre 1784 dall'astronomo britannico di origine tedesca William Herschel.

## Descrizione
NGC 781 è una galassia di campo, cioè non appartiene a nessun ammasso o gruppo di galassie e che è quindi gravitazionalmente isolata.